# Honczariwśke
Honczariwśke (ukr. Гончарівське) – osiedle typu miejskiego na Ukrainie, w obwodzie czernihowskim, w rejonie czernihowskim, siedziba hromady. W 2023 liczyło 3440 mieszkańców.